# Blanche Sweet
Pour les articles homonymes, voir Sweet.
Sarah Blanche Sweet, née le 18 juin 1896 à Chicago dans l'Illinois, et morte à New York le 6 septembre 1986, est une actrice américaine du cinéma muet.

## Biographie
Née Sarah Blanche Sweet dans une famille de comédiens, elle débute jeune au cinéma. À treize ans, en 1909, elle est déjà sous contrat à la Biograph de D. W. Griffith et apparaît dans A Man with three wives d'Edison.
Son vrai premier rôle est celui d'une télégraphiste courageuse résistant à ses agresseurs dans La Télégraphiste de Lonedale (The Lonedale Operator) (1911). En 1914, Griffith lui donne le rôle de Judith dans Judith de Béthulie. Puis elle rejoint Cecil B. DeMille qui la fait tourner dans The Warrens of Virginia (1915). À la fin des années 1910, elle a déjà tourné dans une centaine de films avec de nombreux réalisateurs.
Dans les années 1920, elle tient le rôle-titre dans Anna Christie (1923) de John Griffith Wray, rôle qui sera repris au cinéma parlant en 1930 par Greta Garbo dans le film homonyme de Clarence Brown. Elle joue ensuite dans Tess of the D'Urbervilles (1923) de Marshall Neilan réalisateur et récent mari de l'actrice. Ils resteront mariés jusqu'en 1929.
Sa carrière au cinéma s'arrête avec l'arrivée du cinéma parlant et Blanche retourne sur les planches. Elle connaît un vrai succès à Broadway en 1935 avec The Petrified Forest mis en scène par Arthur Hopkins. La même année, elle épouse en secondes noces Raymond Hackett et restera sa femme jusqu'au décès de celui-ci en 1958. Elle fait une brève réapparition au cinéma en 1959 dans Millionnaire de cinq sous de Melville Shavelson.
Elle possède une étoile sur le Hollywood Walk of Fame au 1751, Vine Street.

## Filmographie partielle
- 1909 : A Man with Three Wives (court-métrage)
- 1909 : Choosing A Husband de D. W. Griffith
- 1909 : To Save Her Soul de D. W. Griffith
- 1909 : The Day After de D. W. Griffith et Frank Powell : la nouvelle année
- 1909 : In Little Italy de D. W. Griffith
- 1909 : Le Spéculateur en grains (A Corner in Wheat) de D. W. Griffith
- 1910 : A Flash of Light (en) de D. W. Griffith
- 1910 : All on Account of the Milk de Frank Powell : la servante
- 1910 : A Romance of the Western Hills de D. W. Griffith
- 1910 : The Kid de Frank Powell
- 1910 : Love in Quarantine de Frank Powell
- 1910 : The Rocky Road de D. W. Griffith : la fille, à dix-huit ans
- 1911 : The Two Paths de D. W. Griffith
- 1911 : Heart Beats of Long Ago de D. W. Griffith
- 1911 : His Daughter de D. W. Griffith
- 1911 : The Lily of the Tenements de D. W. Griffith
- 1911 : A Decree of Destiny (en) de D. W. Griffith
- 1911 : Was He a Coward? de D. W. Griffith : Kate
- 1911 : La Télégraphiste de Lonedale (The Lonedale Operator) de D. W. Griffith : la fille de l'opérateur
- 1911 : Priscilla's April Fool Joke de Frank Powell
- 1911 : The Spanish Gypsy de D. W. Griffith
- 1911 : Priscilla and the Umbrella de Frank Powell et Mack Sennett : la sœur
- 1911 : The Broken Cross de D. W. Griffith
- 1911 : How She Triumphed de D. W. Griffith : Mary
- 1911 : The Country Lovers de Mack Sennett
- 1911 : The New Dress de D. W. Griffith
- 1911 : The White Rose of the Wilds de D. W. Griffith : White Rose
- 1911 : The Smile of a Child de D. W. Griffith
- 1911 : Enoch Arden (en) de D. W. Griffith
- 1911 : The Primal Call de D. W. Griffith
- 1911 : Fighting Blood de D. W. Griffith
- 1911 : The Indian Brothers de D. W. Griffith : une Indienne
- 1911 : Out from the Shadow de D. W. Griffith : Mrs. Vane
- 1911 : A Country Cupid de D. W. Griffith : Edith
- 1911 : La Dernière Goutte d'eau de D. W. Griffith : Mary
- 1911 : The Blind Princess and the Poet de D. W. Griffith : la princesse
- 1911 : The Villain Foiled de Mack Sennett et Henry Lehrman : Miss Page
- 1911 : The Stuff Heroes Are Made Of de D. W. Griffith et Frank Powell : Alice
- 1911 : The Making of the Man de D. W. Griffith : la jeune femme
- 1911 : The Long Road de D. W. Griffith : Edith
- 1911 : Love in the Hills de D. W. Griffith : la fille
- 1911 : The Battle de D. W. Griffith
- 1911 : Through Darkened Vales (en) de D. W. Griffith : Grace
- 1911 : The Miser's Heart (en) de D. W. Griffith
- 1911 : A Woman Scorned de D. W. Griffith
- 1911 : The Voice of the Child de D. W. Griffith
- 1912 : A Sister's Love de D. W. Griffith
- 1912 : The Eternal Mother de D. W. Griffith : Martha
- 1912 : The Old Bookkeeper de D. W. Griffith
- 1912 : The Transformation of Mike (en) de D. W. Griffith
- 1912 : For His Son de D. W. Griffith : la fiancée du fils
- 1912 : Under Burning Skies de D. W. Griffith : Emily
- 1912 : A String of Pearls de D. W. Griffith
- 1912 : The Goddess of Sagebrush Gulch (en) de D. W. Griffith
- 1912 : The Punishment de D. W. Griffith
- 1912 : One Is Business, the Other Crime de D. W. Griffith
- 1912 : The Lesser Evil de D. W. Griffith
- 1912 : An Outcast Among Outcasts de D. W. Griffith et Wilfred Lucas
- 1912 : A Temporary Truce (en) de D. W. Griffith
- 1912 : The Spirit Awakened de D. W. Griffith
- 1912 : Man's Lust for Gold de D. W. Griffith
- 1912 : The Inner Circle de D. W. Griffith
- 1912 : With the Enemy's Help de Wilfred Lucas
- 1912 : A Change of Spirit de D. W. Griffith
- 1912 : A Pueblo Romance de D. W. Griffith
- 1912 : Blind Love de D. W. Griffith
- 1912 : The Chief's Blanket (en) de D. W. Griffith
- 1912 : The Painted Lady de D. W. Griffith
- 1912 : A Sailor's Heart de Wilfred Lucas
- 1912 : The God Within (en) de D. W. Griffith
- 1912 : The Massacre de D. W. Griffith
- 1913 : The House of Discord (en) de James Kirkwood Sr. (court-métrage)
- 1913 : Le Marathon de la mort (Death' Marathon) de D. W. Griffith
- 1913 : Pirate Gold de Wilfred Lucas : la fille
- 1914 : La Conscience vengeresse (The Avenging Conscience) ou (Thou Shalt Not Kill), de D. W. Griffith
- 1914 : The Escape de D. W. Griffith : May Joyce
- 1914 : Ashes of the Past de James Kirkwood Sr. (court-métrage)
- 1914 : Judith de Béthulie de D. W. Griffith : Judith
- 1915 : The Warrens of Virginia de Cecil B. DeMille : Agatha Warren
- 1915 : The Captive de Cecil B. DeMille
- 1915 : Stolen Goods de George Melford : Margery Huntley
- 1915 : The Case of Becky de Frank Reicher : Becky
- 1916 : Unprotected de James Young : Barbara King
- 1916 : The Storm, de Frank Reicher
- 1916 : The Blacklist de William C. de Mille
- 1916 : The Thousand-Dollar Husband de James Young : Olga Nelson
- 1917 : Those without Sin de Marshall Neilan : Melanie Landry
- 1919 : A Woman of Pleasure de Wallace Worsley : Alice Dane
- 1919 : Fighting Cressy de Robert Thornby : Cressy
- 1920 : Her Unwilling Husband de Paul Scardon : Mavis
- 1920 : The Deadlier Sex de Robert Thornby
- 1920 : The Girl in the Web de Robert Thornby
- 1921 : That Girl Montana de Robert Thornby : Montana Rivers
- 1922 : Le Bac tragique (Quincy Adams Sawyer) de Clarence G. Badger : Alice Pettengill
- 1923 : Anna Christie de John Griffith Wray : Anna Christie
- 1923 : The Meanest Man in the World d'Edward F. Cline
- 1924 : Les Fraudeurs (Those Who Dance) de Lambert Hillyer : Rose Carney
- 1924 : Tess of the D'Ubervilles de Marshall Neilan : Teresa « Tess » Durbeyfield
- 1925 : The New Commandment d'Howard Higgin : Renee Darcourt
- 1925 : Une femme très sport (The Sporting Venus) de Marshall Neilan
- 1925 : La Flamme victorieuse (His Supreme Moment) de George Fitzmaurice
- 1927 : Singed de John Griffith Wray
- 1929 : Always Faithfull d'Alfred A. Cohn : Mrs Mason
- 1930 : The Silver Horde de George Archainbaud : Queenie
- 1930 : Showgirl in Hollywood de Mervyn LeRoy

## Galerie

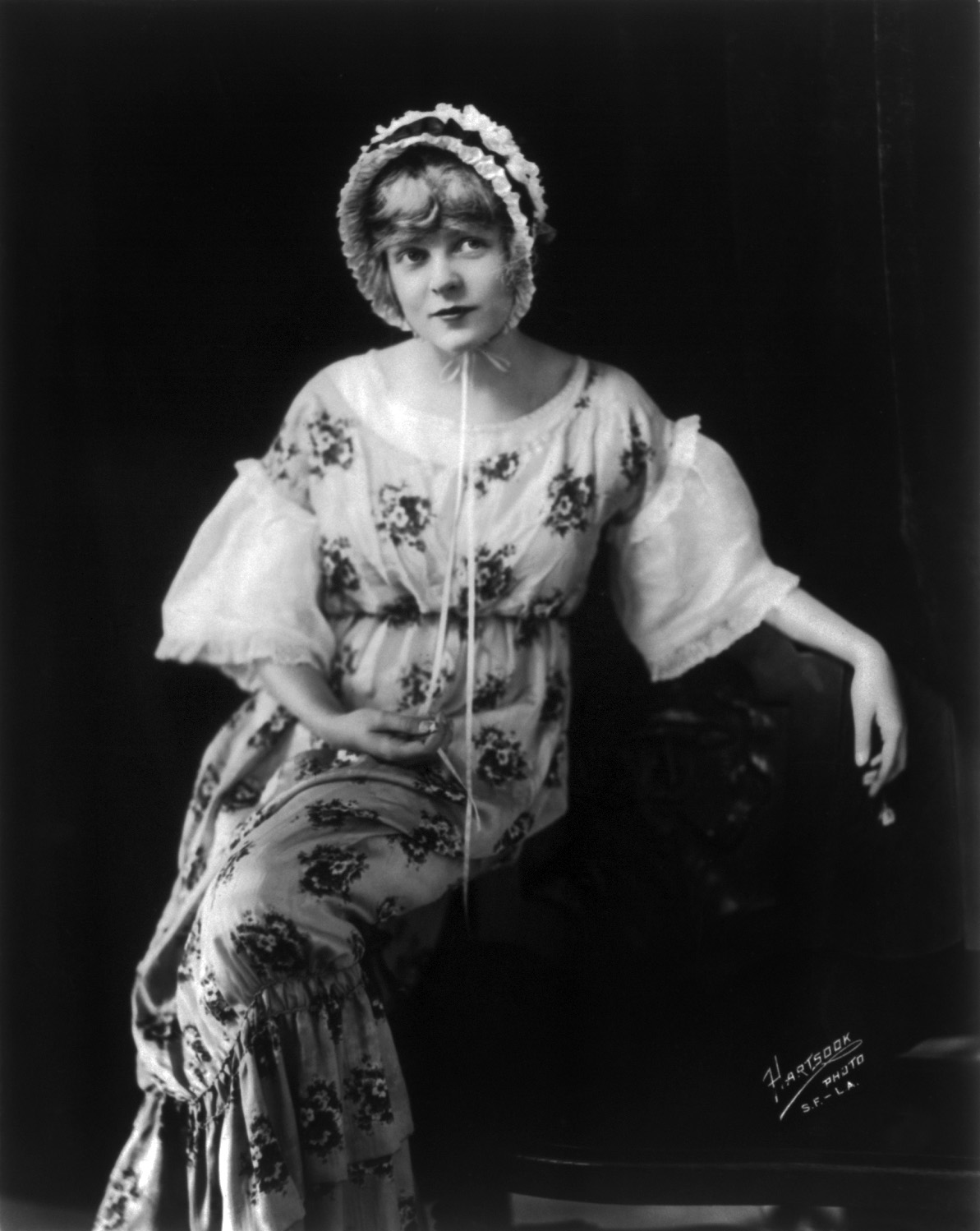
Hartsook Photo, 1915.
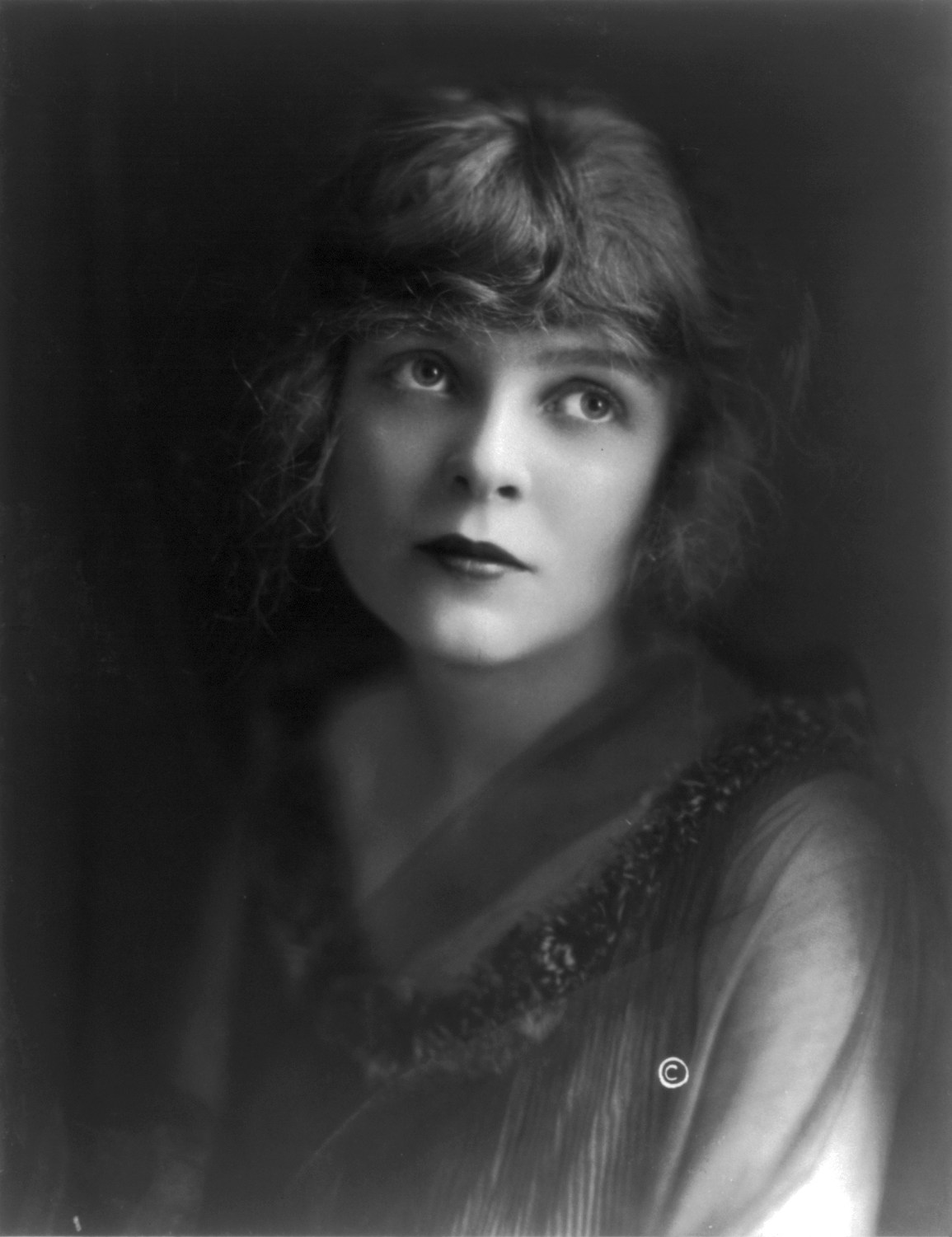
1915.
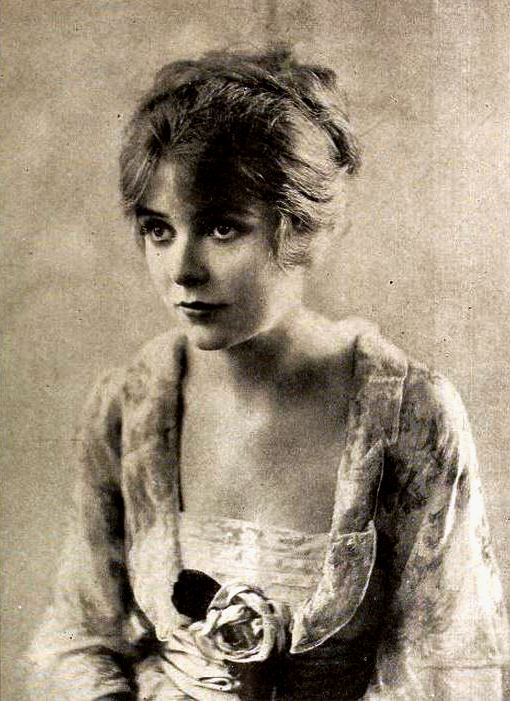
en 1919.
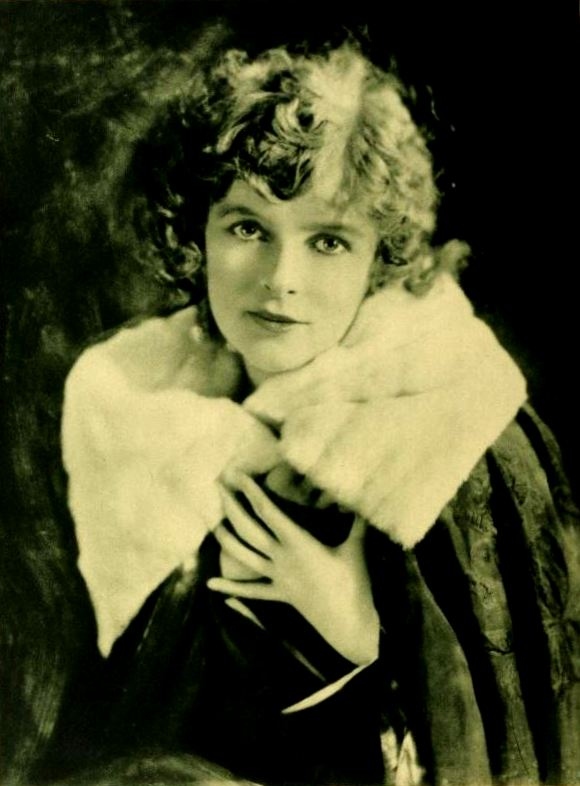
en 1921.
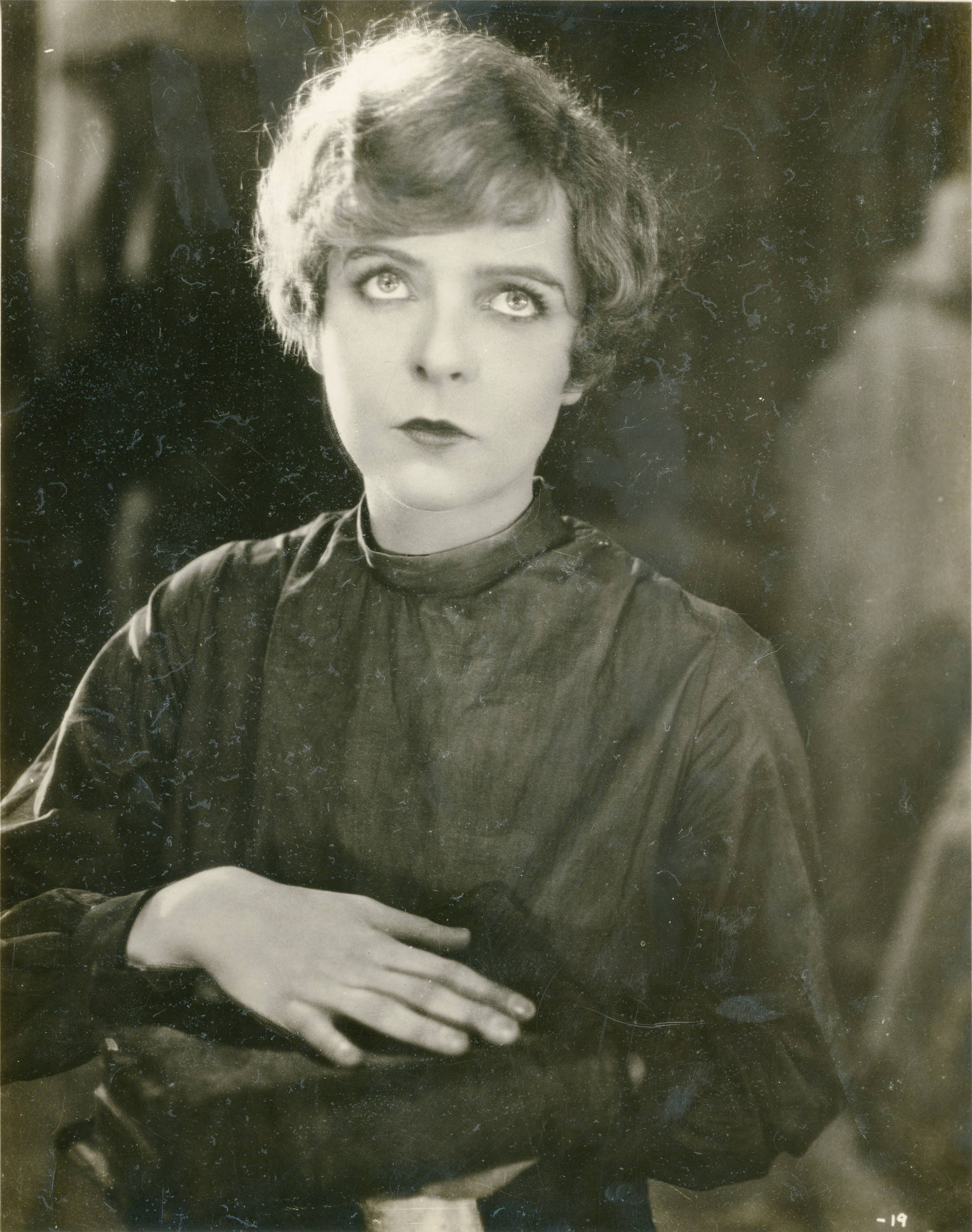
en 1926.

## Sources
- 500 Stars d'Hollywood et d'ailleurs, Paris, Gründ, 1985